# Ritchie (Name)
Ritchie ist als eine Verkleinerungsform von Richard ein insbesondere im englischen Sprachraum vorkommender männlicher Vorname, der auch als Familienname auftritt.

## Varianten
- Richie

## Namensträger

### Vorname
- Ritchie Blackmore (* 1945), britischer Musiker, Mitbegründer von Deep Purple
- Ritchie Coster (* 1967), britischer Schauspieler
- Ritchie De Laet (* 1988), belgischer Fußballspieler
- Ritchie Makuma Mpasa (* 1985), französisch-kongolesischer Fußballspieler
- Ritchie Nicholls (* 1987), britischer Triathlet
- Ritchie Valens (1941–1959), US-amerikanischer Rock-’n’-Roll-Musiker

### Familienname
- Albert Ritchie (1876–1936), US-amerikanischer Politiker
- Alexander Ritchie (* 1935), australischer Paläontologe
- Alexander Handyside Ritchie (1804–1870), schottischer Bildhauer
- Anna Ritchie, schottische Archäologin und Autorin
- Anne Thackeray Ritchie (1837–1919), britische Schriftstellerin
- Benjamin Ritchie (* 2000), US-amerikanischer Skirennläufer
- Billy Ritchie (Fußballspieler, 1895) (William Ritchie; 1895–1965), schottischer Fußballspieler
- Billy Ritchie (Fußballspieler, 1897) (William Ritchie; 1897–1987), englischer Fußballspieler
- Billy Ritchie (Fußballspieler, 1932) (William Saunders Ritchie; 1932–2015), schottischer Fußballspieler
- Billy Ritchie (Fußballspieler, 1936) (William Ritchie; 1936–2016), schottischer Fußballspieler
- Brett Ritchie (* 1993), kanadischer Eishockeyspieler
- Byron Ritchie (* 1977), kanadischer Eishockeyspieler
- Byron F. Ritchie (1853–1928), US-amerikanischer Politiker
- Charles Ritchie, 1. Baron Ritchie of Dundee (1838–1906), britischer Geschäftsmann und Politiker
- Charles Stewart Almon Ritchie (1906–1995), kanadischer Diplomat und Autor
- Clint Ritchie (1938–2009), US-amerikanischer Schauspieler
- Charlotte Ritchie (* 1989), britische Schauspielerin
- Daniel Ritchie (* 1987), britischer Ruderer
- Dave Ritchie (1891–1973), kanadischer Eishockeyspieler
- David Ritchie (Geistlicher) (1763–1844), schottischer Geistlicher
- David Ritchie (Politiker) (1812–1867), US-amerikanischer Politiker
- David Ritchie (Physiker), Physiker
- David George Ritchie (1853–1903), schottischer Philosoph
- David James Ritchie (* 1953), australischer Diplomat
- Dennis Ritchie (1941–2011), US-amerikanischer Informatiker
- Derek Ritchie, schottischer Squashspieler
- Don Ritchie (1925–2012), australischer Philanthrop
- Eleanor Ritchie-Harrison (1854–1895), australische Malerin
- Gal Ritchie (* 2001), britische Pornodarstellerin
- Graham Ritchie (Prähistoriker) (1942–2005), schottischer Prähistorischer Archäologe
- Graham Ritchie (Forensiker) (1945–2014), britischer Forensiker
- Graham Ritchie (Skilangläufer) (* 1998), kanadischer Skilangläufer
- Guy Ritchie (* 1968), britischer Regisseur
- Hannah Ritchie (* 1993), schottische Datenwissenschaftlerin
- Ian Ritchie (* 1947), britischer Architekt
- Jamie Ritchie (* 1996), schottischer Rugby-Union-Spieler
- J. M. Ritchie (James MacPherson Ritchie, genannt Hamish Ritchie; 1927–2013), britischer Germanist
- James Ritchie (Zoologe) (1882–1958), britischer Zoologe und Naturhistoriker
- James M. Ritchie (James Monroe Ritchie; 1829–1918), US-amerikanischer Politiker
- James Thomson Ritchie (1833–1912), britischer Politiker, Lord Mayor of London
- Jean Ritchie († 2015), US-amerikanische Folksängerin und -musikerin
- Jill Ritchie (* 1974), US-amerikanische Schauspielerin
- Jim Ritchie (1929–2017), kanadischer Bildhauer
- Jo-Anne Ritchie, kanadische Triathletin und Duathletin
- John Ritchie (Politiker) (1831–1887), US-amerikanischer Politiker
- John Ritchie (Astronom) (1853–1939), US-amerikanischer Astronom
- John Ritchie (Fußballspieler, 1875) (1875–1943), schottischer Fußballspieler
- John Ritchie (Fußballspieler, 1941) (1941–2007), englischer Fußballspieler
- John Ritchie (Fußballspieler, 1944) (* 1944), englischer Fußballspieler
- John Ritchie (Fußballspieler, 1947) (* 1947), schottischer Fußballspieler
- John Ritchie (Fußballspieler, 1951) (* 1951), englischer Fußballspieler
- John Anthony Ritchie (1921–2014), neuseeländischer Komponist
- John Simon Ritchie, bekannt als Sid Vicious (1957–1979), britischer Musiker
- John William Ritchie (1808–1890), kanadischer Jurist und Politiker
- Josiah Ritchie (1870–1955), britischer Tennisspieler
- June Ritchie (* 1938), britische Schauspielerin
- Matt Ritchie (* 1989), schottischer Fußballspieler
- Matthew Ritchie (* 1964), US-amerikanischer Künstler
- Meg Ritchie (* 1952), britische Leichtathletin
- Michael Ritchie (1938–2001), US-amerikanischer Filmregisseur
- Neil Ritchie (1897–1983), britischer General
- Neil Ritchie (Radsportler) (1933–2017), neuseeländischer Radrennfahrer
- Nick Ritchie (* 1995), kanadischer Eishockeyspieler
- Peter Ritchie Calder, Baron Ritchie-Calder (1906–1982), schottischer Autor, Journalist und Hochschullehrer
- Reece Ritchie (* 1986), britischer Schauspieler
- Robert Ritchie (Rennfahrer), Automobilrennfahrer aus Hongkong
- Robert Adam Ritchie (1836–1891), australischer Politiker
- Robert James Ritchie, bekannt als Kid Rock (* 1971), US-amerikanischer Musiker
- Robert Lindsay Graeme Ritchie (1880–1954), schottischer Romanist und Mediävist
- Robert O. Ritchie, US-amerikanischer Physiker und Materialwissenschaftler
- Rufus Ritchie (1924–2017), US-amerikanischer Physiker
- Sheila Ritchie (* 1967), britische Politikerin, MdEP
- Shireen Ritchie, Baroness Ritchie of Brompton (1945–2012), britische Politikerin (Conservative Party)
- Vom Ritchie (Stephen George Ritchie; * 1964), britischer Musiker
- William Johnstone Ritchie (1813–1892), kanadischer Richter
- Willie Ritchie (1891–1975), US-amerikanischer Boxer